# Bruno Pinna
Bruno Pinna (Roma, 10 novembre 1942) è un allenatore di calcio ed ex calciatore italiano, di ruolo difensore.

## Carriera

### Giocatore
Cresce nelle giovanili della Lazio, venendo aggregato alla prima squadra nella stagione 1962-1963, chiusa con il 2º posto in classifica e con la promozione in Serie A; nel corso della stagione non scende mai in campo in gare di campionato, ma disputa una partita in Coppa Italia. Nella stagione 1963-1964 gioca in prestito all'Ascoli in Serie C, categoria in cui realizza 2 gol in 19 presenze, per poi essere ceduto, sempre con la formula del prestito, alla Salernitana nell'estate 1964. Nella sua unica stagione in maglia granata segna 4 gol in 25 presenze in Serie C; in seguito giocò sempre in terza serie per tre stagioni nel Pescara, tre nell'Avellino, una nel Chieti, una nel Montevarchi ed infine cinque nel Campobasso, squadra di cui fu anche capitano e con cui vinse un campionato di Serie D dove fece anche da giocatore-allenatore in Coppa Italia Semiprofessionisti nel 1977 prima di essere ceduto al Termoli.

### Allenatore
A Termoli iniziò ad allenare nella stagione 1977-1978 subentrando sulla panchina in Serie D; nei due anni seguenti lavora come allenatore in seconda in Serie C1 al Campobasso, sua ex squadra da calciatore, mentre nella stagione 1980-1981 guida la Virtus Lanciano in Serie C2, ottenendo un 6º posto in classifica. Rimane per un'altra stagione con i rossoneri in quarta serie prima di passare al Chieti, in Interregionale; l'anno successivo ricopre il ruolo di allenatore in seconda al Taranto, con cui nella Serie C1 1983-1984 ottiene una promozione in Serie B. Nella stagione 1984-1985 allena il Taranto in Serie B, venendo affiancato in panchina a partire dalla quarta giornata da Angelo Becchetti in quanto sprovvisto di patentino per allenare nella serie cadetta; nella sua esperienza in panchina ottiene tre vittorie, due pareggi e quattro sconfitte nella serie cadetta, ed a partire dalla decima giornata gli subentra in panchina Lauro Toneatto, che dalla ventisettesima giornata viene a sua volta sostituito da Becchetti, che poi lascerà la panchina ad Umberto Buonfrate per la trentottesima ed ultima giornata di campionato; Pinna nel frattempo continuò a lavorare come vice per tutti gli allenatori succedutisi nel corso della stagione, rimanendo poi inattivo per due stagioni consecutive. Nella stagione 1987-1988 allena il Chieti in Serie C2, guidando i neroverdi al 5º posto in classifica; l'anno seguente allena il Martina in quarta serie, venendo esonerato nel febbraio 1989; viene richiamato in panchina dal Martina per l'inizio della Serie C2 1989-1990, mentre nella stagione 1990-1991 allena il Termoli in Interregionale.

## Palmarès

### Giocatore

#### Competizioni nazionali
- Serie D: 1

Campobasso: 1974-1975 (girone H)